# Citroën Jumper
Citroën Jumper – samochód osobowo-dostawczy klasy wyższej produkowany pod francuską marką Citroën od 1994 roku. Od 2006 roku produkowana jest druga generacja modelu.

## Pierwsza generacja

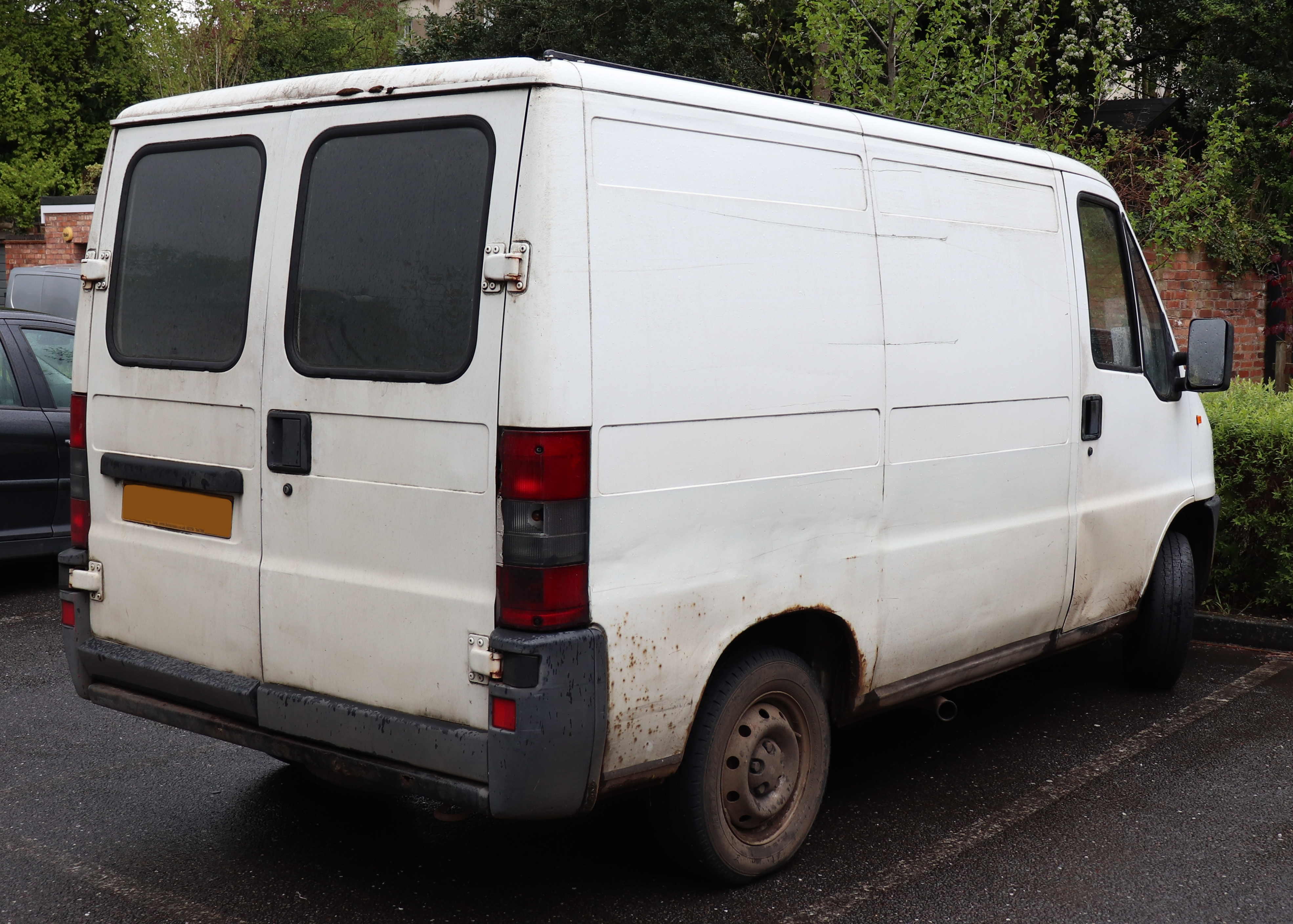
Citroën Jumper I - tył

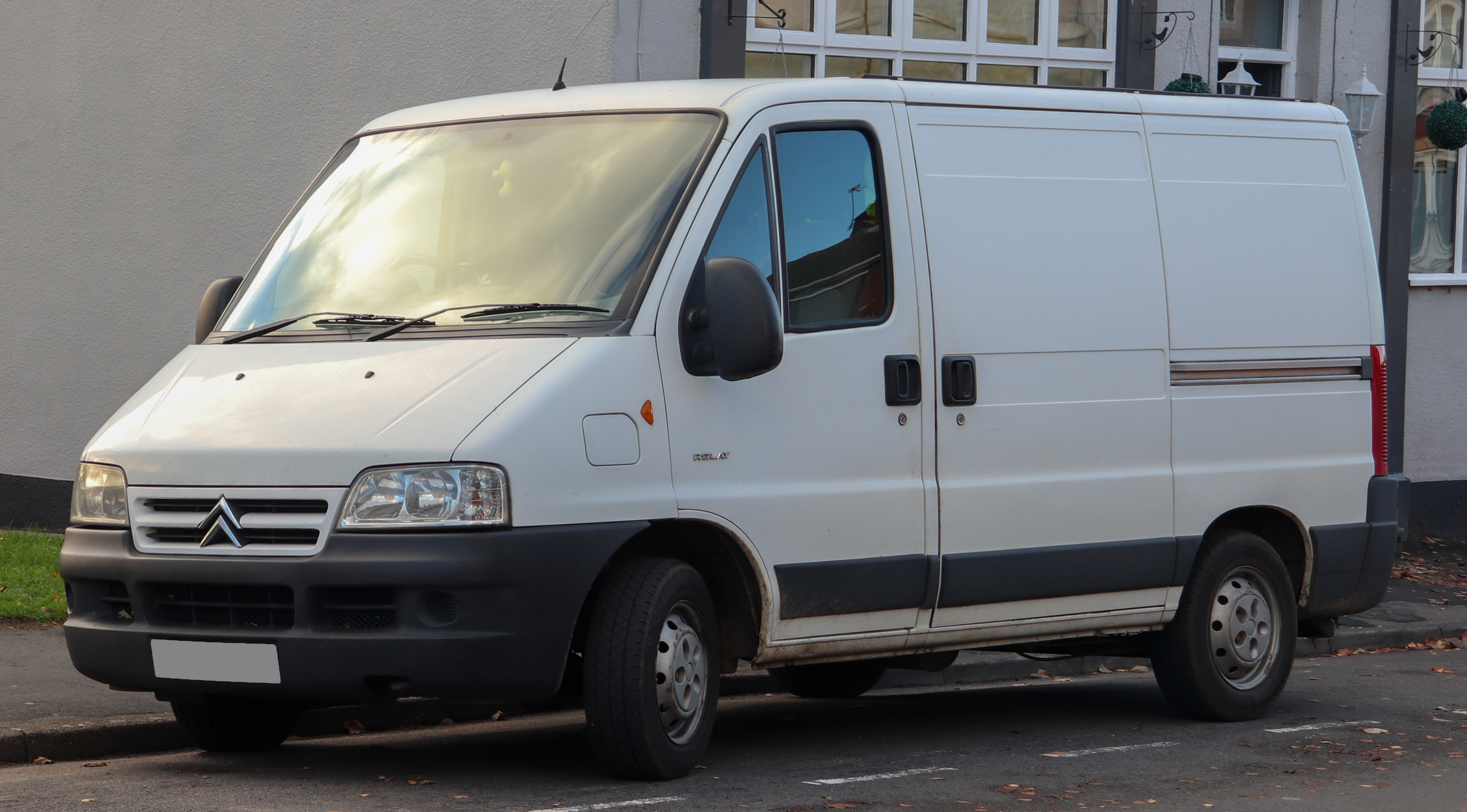
Citroën Jumper I po liftingu

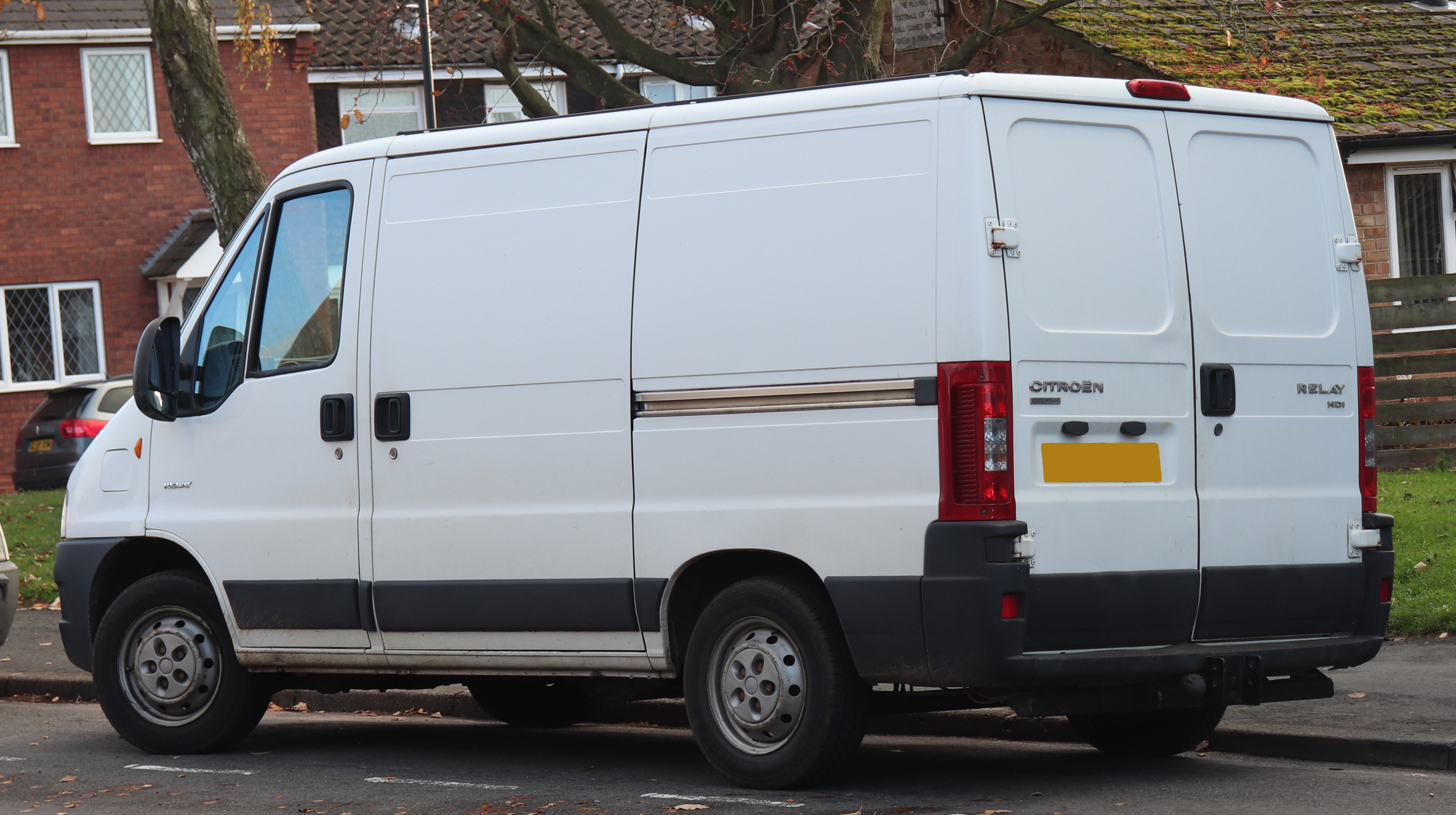
Citroën Jumper I po liftingu

Citroën Jumper I został zaprezentowany po raz pierwszy w 1994 roku.
Citroën Jumper (wraz z Fiatem Ducato i Peugeotem Boxerem) został zaprezentowana w 1994 roku na Salonie Samochodów Użytkowych w Genewie. Nowy model razem ze swoimi bliźniakami został wybrany Samochodem Dostawczym roku 1995 (Van Of The Year).
Prace nad nowym modelem samochodu dostawczego rozpoczęto w 1987 roku (prace przy projekcie nadwozia prowadził Giorgetto Giugiaro z firmy Ital Design). Podczas projektowania Jumpera dużo uwagi przywiązano do optymalizacji współczynnika oporu powietrza, dzięki czemu udało się osiągnąć Cx=0.35.
Podobnie jak w modelu C25, tak również tutaj zastosowano napęd przedni z silnikiem umieszczonym poprzecznie i nadwoziem samonośnym. Z przodu zastosowano zawieszenie przednie McPherson (ze stabilizatorem lub bez), a z tyłu sztywną oś tylną zamocowaną na resorach parabolicznych. Wprowadzono także do produkcji odmiany z napędem na 4 koła z silnikami 2.0i, 1.9TD, 2.5D, 2.5TD, 2.5TDI, 2.8HDI (127 KM)
Peugeot Boxer I powstawał w wersjach 290, 330, 350, zależnych od masy całkowitej od 2,9 do 3,5 tony. Ładowność wynosi od 0,9 do 1,9 tony. Miał 4 długości. Produkowano go jako furgon, furgon oszklony, furgon podwyższony, kombi 6/9 osobowe, mikrobus 9 osobowy, skrzyniowy, skrzyniowy 6 osobowy, podwozia z kabiną, podwozia 6 osobowe z kabiną. Furgony mają pojemność od 7,5 do 14 m³. Jako wyposażenie dodatkowe można było zamówić np. kamerę i wyświetlacz wspomagające parkowanie, ESP, elektrykę szyb, foteli i lusterek, klimatyzację, ogrzewanie postojowe.
Na początku bieżącego wieku uruchomiono produkcję Citroëna Jumpera w Brazylii z wykorzystaniem podzespołów produkowanych w Europie.
W lutym 2002 roku przeprowadzono facelifting wszystkich modeli (Ducato/Boxer/Jumper). Zmieniono wygląd zewnętrzny samochodu, zmodernizowano wnętrze i paletę silników.

### Silniki (1994–2002)
- Benzynowe

| Silnik | Oznaczenie silnika | Pojemność skokowa [cm³] | Moc maksymalna [KM] ([kW]) przy obr./min | Maks. moment obrotowy [Nm] przy obr./min | Układ i liczba cylindrów | Układ rozrządu/ liczba zaworów |
| ------ | ------------------ | ----------------------- | ---------------------------------------- | ---------------------------------------- | ------------------------ | ------------------------------ |
| 2.0i   | PSA RFW (XU10J2U)  | 1998                    | 109 (80)/5500                            | 168/3400                                 | R4                       | OHC/8                          |

- Diesla

| Silnik | Oznaczenie silnika | Pojemność skokowa [cm³] | Moc maksymalna [KM] ([kW]) przy obr./min | Maks. moment obrotowy [Nm] przy obr./min | Układ i liczba cylindrów | Układ rozrządu/ liczba zaworów |
| ------ | ------------------ | ----------------------- | ---------------------------------------- | ---------------------------------------- | ------------------------ | ------------------------------ |
| 1.9D   | PSA DJY (XUD9A)    | 1905                    | 68 (50)/4600                             | 120/2000                                 | R4                       | OHC/8                          |
| 1.9D   | PSA D8C (XUD9AU)   | 1905                    | 69 (51)/4600                             | 120/2000                                 | R4                       | OHC/8                          |
| 1.9TD  | PSA DHY (XUD9TE)   | 1905                    | 90 (66)/4000                             | 196/2250                                 | R4                       | OHC/8                          |
| 1.9TD  | PSA D8C (XUD9TF)   | 1905                    | 92 (68)/4000                             | 196/2250                                 | R4                       | OHC/8                          |
| 2.0HDI | PSA RHV (DW10UTD)  | 1997                    | 84 (62)/4000                             | 192/1900                                 | R4                       | OHC/8                          |
| 2.5D   | PSA T9A (DJ5)      | 2446                    | 86 (63)/4350                             | 153/2250                                 | R4                       | OHC/12                         |
| 2.5TD  | PSA T8A (DJ5T)     | 2446                    | 103 (76)/4200                            | 230/2200                                 | R4                       | OHC/12                         |
| 2.5TDI | PSA THX (DJ5TED)   | 2446                    | 107 (79)/4000                            | 235/2250                                 | R4                       | OHC/8                          |
| 2.8TDI | Iveco 8140.43      | 2800                    | 122 (90)/3600                            | 285/1800                                 | R4                       | OHC/8                          |
| 2.8HDI | Iveco 8140.43S     | 2800                    | 127 (93,5)/3600                          | 300/1800                                 | R4                       | OHC/8                          |

### Silniki (2002–2006)
- Benzynowe

| Silnik  | Oznaczenie silnika | Pojemność skokowa [cm³] | Moc maksymalna [KM] ([kW]) przy obr./min | Maks. moment obrotowy [Nm] przy obr./min | Układ i liczba cylindrów | Układ rozrządu/ liczba zaworów |
| ------- | ------------------ | ----------------------- | ---------------------------------------- | ---------------------------------------- | ------------------------ | ------------------------------ |
| 2.0     | PSA RFL (XU10J2U)  | 1998                    | 110 (81)/5700                            | 168/3700                                 | R4                       | OHC/8                          |
| 2.0 CNG | PSA RFL (XU10J2U)  | 1998                    | 97 (71)/5700                             | 146/3700                                 | R4                       | OHC/8                          |
| 2.0 LPG | PSA RFL (XU10J2U)  | 1998                    | 110 (81)/5700                            | 168/3700                                 | R4                       | OHC/8                          |

- Diesla

| Silnik | Oznaczenie silnika | Pojemność skokowa [cm³] | Moc maksymalna [KM] ([kW]) przy obr./min | Maks. moment obrotowy [Nm] przy obr./min | Układ i liczba cylindrów | Układ rozrządu/ liczba zaworów |
| ------ | ------------------ | ----------------------- | ---------------------------------------- | ---------------------------------------- | ------------------------ | ------------------------------ |
| 2.0HDI | PSA RHV (DW10UTD)  | 1997                    | 84 (62)/4000                             | 192/1900                                 | R4                       | OHC/8                          |
| 2.2HDI | PSA 4HY (DW12UTED) | 2179                    | 101 (74)/4000                            | 240/1900                                 | R4                       | OHC/8                          |
| 2.8HDI | Iveco 8140.43S     | 2800                    | 127 (93,5)/3600                          | 300/1800                                 | R4                       | OHC/8                          |
| 2.8HDI | Iveco 8140.43N     | 2800                    | 146 (107)/3600                           | 310/1500                                 | R4                       | OHC/8                          |

### Wymiary furgonów
| Model | Rozstaw osi [mm] | Długość zewnętrzna [mm] | Długość przestrzeni ładunkowej [mm] | Wysokość zewnętrzna [mm] | Wysokość przestrzeni ładunkowej [mm] | Szerokość zewnętrzna [mm] | Szerokość przestrzeni ładunkowej [mm] | Szerokość x wysokość drzwi bocznych [mm] | Szerokość x wysokość drzwi tylnych [mm] |
| ----- | ---------------- | ----------------------- | ----------------------------------- | ------------------------ | ------------------------------------ | ------------------------- | ------------------------------------- | ---------------------------------------- | --------------------------------------- |
| L1H1  | 2850             | 4749                    | 2510                                | 2150                     | 1562                                 | 2024                      | 1808 (1388 między nadkolami)          | 1090 x 1449                              | 1562 x 1441                             |
| L1H2  | 2850             | 4749                    | 2510                                | 2470                     | 1881                                 | 2024                      | 1808 (1388 między nadkolami)          | 1090 x 1449                              | 1562 x 1760                             |
| L2H1  | 3200             | 5099                    | 2860                                | 2150                     | 1562                                 | 2024                      | 1808 (1388 między nadkolami)          | 1265 x 1449                              | 1562 x 1441                             |
| L2H2  | 3200             | 5099                    | 2860                                | 2470                     | 1881                                 | 2024                      | 1808 (1388 między nadkolami)          | 1265 x 1769                              | 1562 x 1760                             |
| L2H3  | 3200             | 5099                    | 2860                                | 2725                     | 2115                                 | 2024                      | 1808 (1388 między nadkolami)          | 1265 x 1769                              | 1562 x 2016                             |
| L3H2  | 3700             | 5599                    | 3360                                | 2470                     | 1881                                 | 2024                      | 1808 (1388 między nadkolami)          | 1265 x 1769                              | 1562 x 1760                             |
| L3H4  | 3700             | 5599                    | 3360                                | 2860                     | 2280                                 | 2024                      | 1808 (1388 między nadkolami)          | 1265 x 1769                              | 1562 x 1760                             |

## Druga generacja

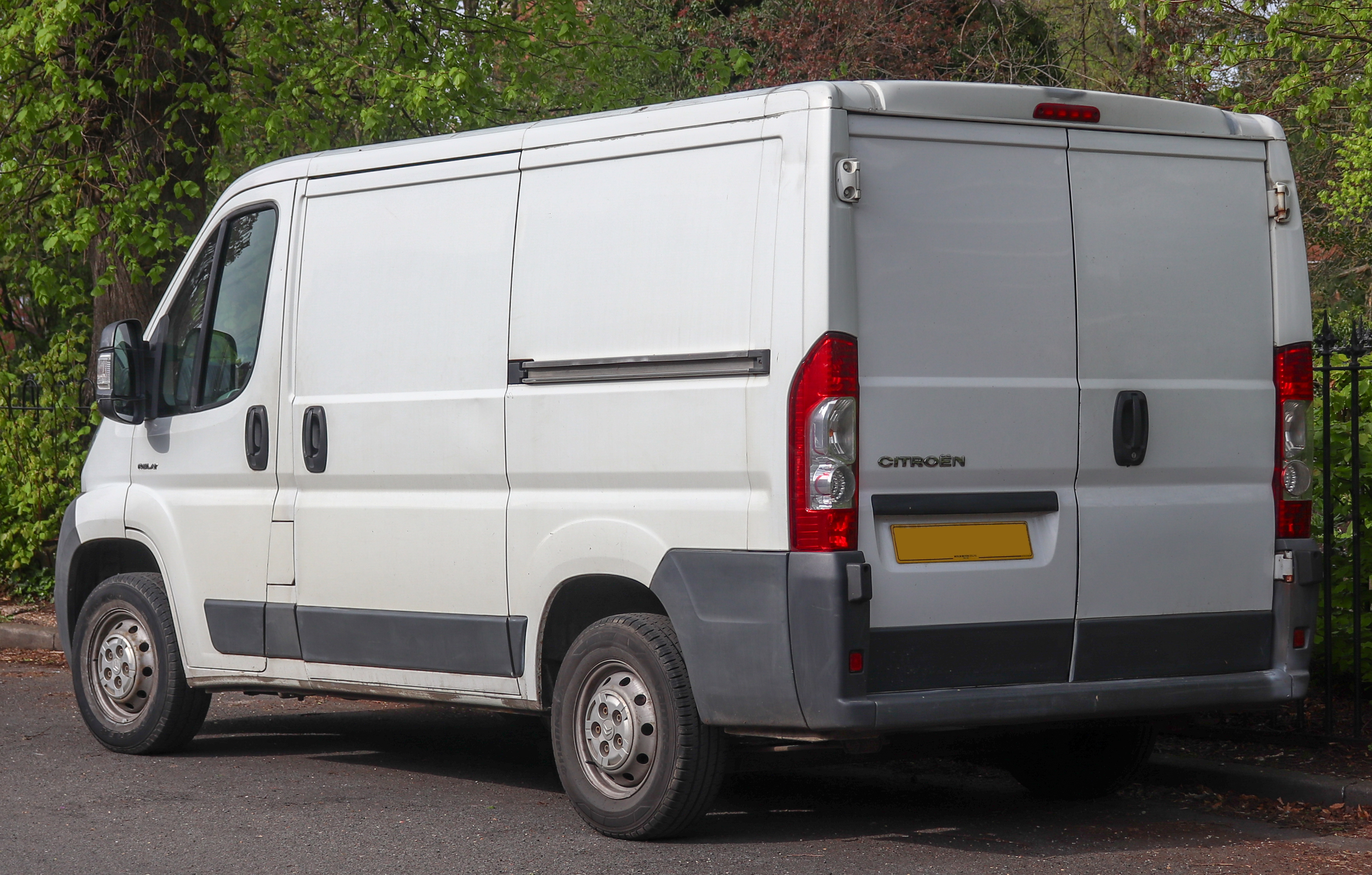
Citroën Jumper II - tył

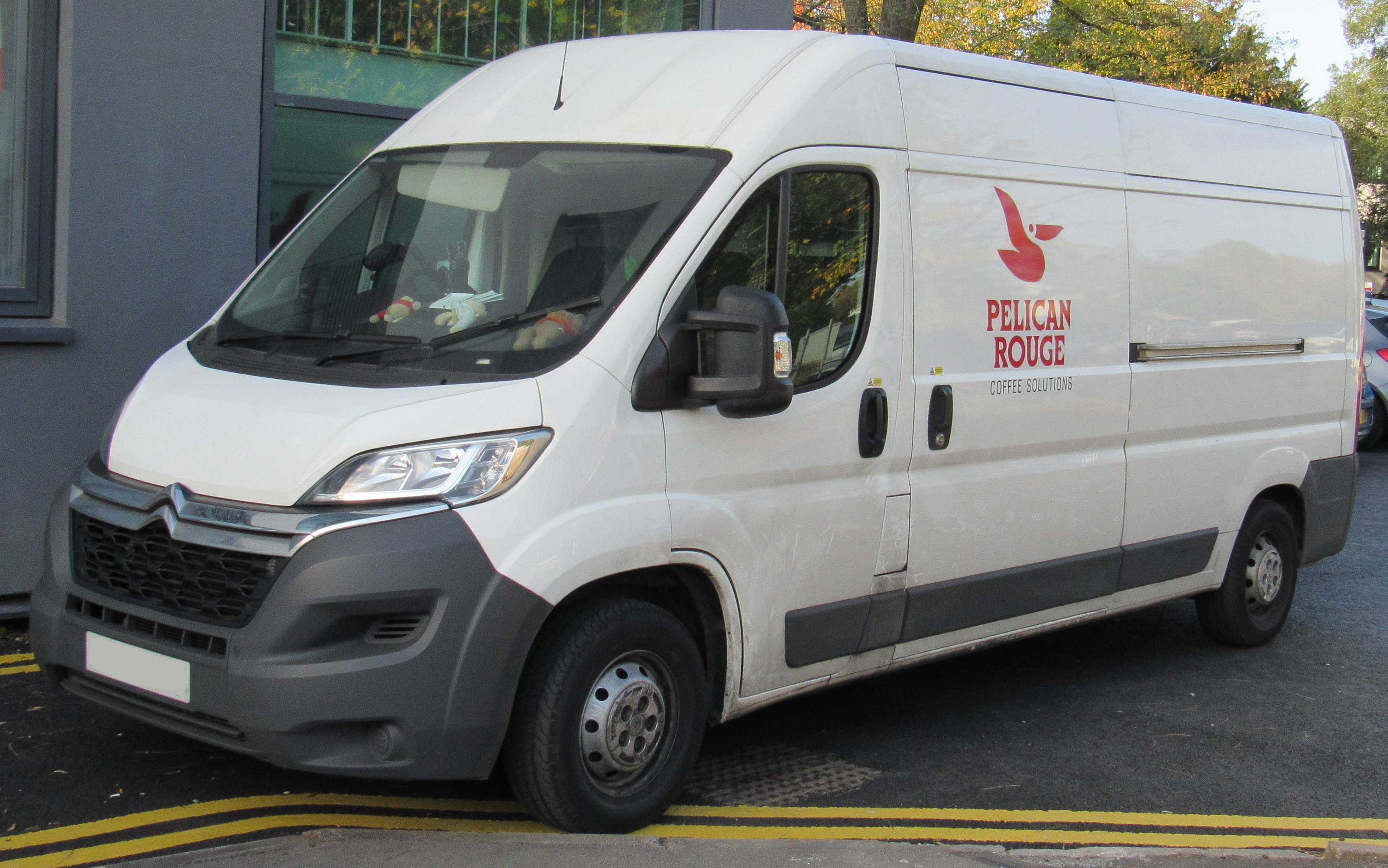
Citroën Jumper II po liftingu

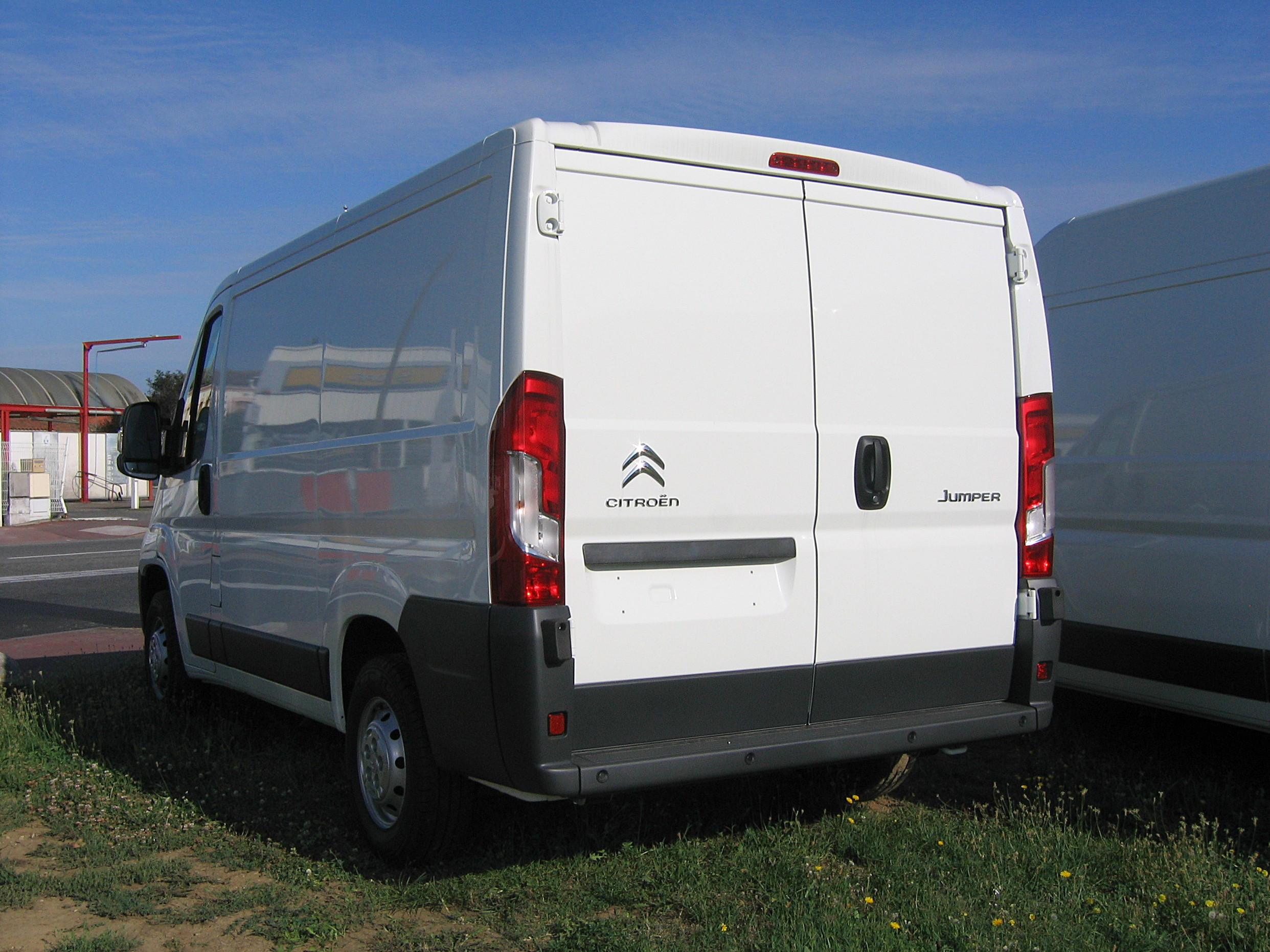
Citroën Jumper II - tył po liftingu

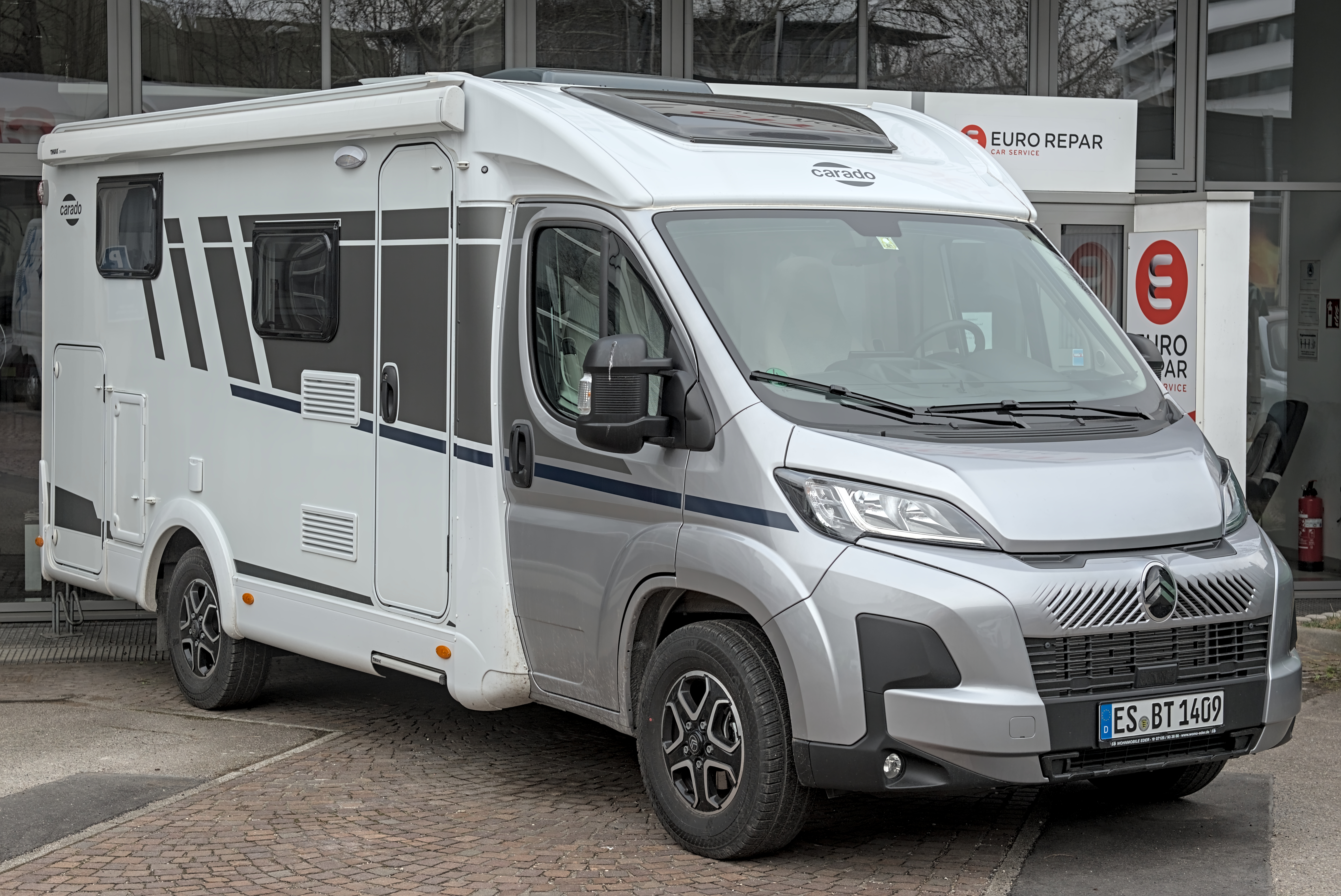
Citroën Jumper II po drugim liftingu

Citroën Jumper II został zaprezentowany po raz pierwszy w 2006 roku.
Citroën Jumper II razem z bliźniaczymi wersjami pojawił się na rynku w 2006 roku. Nowy model tak jak i poprzednicy ma napęd na przednią oś i poprzecznie ustawione silniki. Wszystkie trzy samochody posiadają niski współczynnik oporu powietrza Cx=0,31. Wnętrze Jumpera przypomina pod względem komfortu i możliwego do zamontowania wyposażenia dodatkowego (np. automatyczna klimatyzacja, system audio z zestawem głośnomówiącym, nawigacja satelitarna) samochody osobowe.
Citroën Jumper II ma ładowność od 1075 do 1945 kg. Furgony mają pojemność od 8 do 17 m³. Dopuszczalna masa całkowita największej wersji wzrosła do 4,0 ton. W nowym modelu zrezygnowano z silników benzynowych i w sprzedaży dostępne są jedynie pojazdy z silnikami wysokoprężnymi. Zastosowano również nowy silnik diesla o pojemności 3.0 dm³ o mocy 115 kW (156 KM) firmy Iveco. 
Bliźniaczymi modelami są Fiat Ducato i Peugeot Boxer, a od kolejno 2013, 2021 i 2023 roku także Ram ProMaster, Opel/Vauxhall Movano i Toyota ProAce Max.

### Silniki
- Diesla

| Silnik  | Oznaczenie silnika | Pojemność skokowa [cm³] | Moc maksymalna [KM] ([kW]) przy obr./min | Maks. moment obrotowy [Nm] przy obr./min | Układ i liczba cylindrów | Układ rozrządu/ liczba zaworów |
| ------- | ------------------ | ----------------------- | ---------------------------------------- | ---------------------------------------- | ------------------------ | ------------------------------ |
| 100 HDI | PSA 4HV            | 2198                    | 101 (74)/2900                            | 250/1500                                 | R4                       | DOHC/16                        |
| 120 HDI | PSA 4HU            | 2198                    | 120 (88)/3500                            | 320/2000                                 | R4                       | DOHC/16                        |
| 160 HDI | Iveco F1CE0481D    | 2999                    | 157 (115,5)/3500                         | 400/1700                                 | R4                       | DOHC/16                        |

### Wymiary furgonów
- 4 wersje DMC (3.0t, 3.3t, 3.5t, 4.0t) i ładowność od 1090 kg do 1995 kg.
- 3 rozstawy osi (3000/3450/4035 mm) i 4 długości furgonów (4963/5413/5998/6363 mm)
- 6 wariantów pojemności (8/10/11,5/13/15/17 m³)
- 3 wysokości wnętrza (1662/1932/2172 mm).

| Model | Rozstaw osi [mm] | Długość zewnętrzna [mm] | Długość przestrzeni ładunkowej [mm] | Wysokość zewnętrzna [mm] | Wysokość przestrzeni ładunkowej [mm] | Szerokość zewnętrzna [mm] | Szerokość przestrzeni ładunkowej [mm] | Szerokość x wysokość drzwi bocznych [mm] | Szerokość x wysokość drzwi tylnych [mm] |
| ----- | ---------------- | ----------------------- | ----------------------------------- | ------------------------ | ------------------------------------ | ------------------------- | ------------------------------------- | ---------------------------------------- | --------------------------------------- |
| L1H1  | 3000             | 4963                    | 2670                                | 2254                     | 1662                                 | 2050                      | 1870 (1422 między nadkolami)          | 1075 x 1485                              | 1562 x 1520                             |
| L2H1  | 3450             | 5413                    | 3120                                | 2254                     | 1662                                 | 2050                      | 1870 (1422 między nadkolami)          | 1250 x 1485                              | 1562 x 1520                             |
| L2H2  | 3450             | 5413                    | 3120                                | 2524                     | 1932                                 | 2050                      | 1870 (1422 między nadkolami)          | 1250 x 1755                              | 1562 x 1790                             |
| L3H2  | 4035             | 5998                    | 3705                                | 2524                     | 1932                                 | 2050                      | 1870 (1422 między nadkolami)          | 1250 x 1755                              | 1562 x 1790                             |
| L3H3  | 4035             | 5998                    | 3705                                | 2764                     | 2172                                 | 2050                      | 1870 (1422 między nadkolami)          | 1250 x 1755                              | 1562 x 2030                             |
| L4H2  | 4035             | 6363                    | 4070                                | 2524                     | 1932                                 | 2050                      | 1870 (1422 między nadkolami)          | 1250 x 1755                              | 1562 x 1790                             |
| L4H3  | 4035             | 6363                    | 4070                                | 2764                     | 2172                                 | 2050                      | 1870 (1422 między nadkolami)          | 1250 x 1755                              | 1562 x 2030                             |